# Sylwester (patriarcha Aleksandrii)
Sylwester – prawosławny patriarcha Aleksandrii w latach 1569–1590.

## Życiorys
Pochodził z Krety. Za jego kadencji patriarchat aleksandryjski cieszył się dobrobytem.